# 劉永寧
劉永寧（1516年—？），字以德，號静泉，山西潞安府長子縣人，民籍，明朝政治人物。

## 生平
嘉靖三十一年（1552年）壬子科山西鄉試第十八名舉人。嘉靖三十五年（1556年）中式丙辰科會試第二百二名，三甲第一百三十一名進士。都察院观政，授陕西咸宁县知县，四十年升南京兵部主事，四十二年升员外郎、郎中，隆慶元年（1567年）復除刑部郎中，三年升河南府知府，六年（1572年）十月升陕西按察司副使，管理榆林中路兵巡事务，万历元年（1573年）三月以病致仕归。

## 家族
曾祖劉剛；祖父劉敏，縣丞；父劉宗周，贈知县、改贈主事，加赠郎中。母張氏，封太孺人、改贈安人、加赠宜人。兄永康。
| 官衔          | 官衔                         | 官衔        |
| ------------- | ---------------------------- | ----------- |
| 前任： 王彦民 | 明朝咸宁县知县 1553年—1561年 | 繼任： 劉早 |